# 1380 هـ
1380 هـ هي سنة في التقويم الهجري امتدت مقابلةً في التقويم الميلادي بين سنتي 1960 و1961.

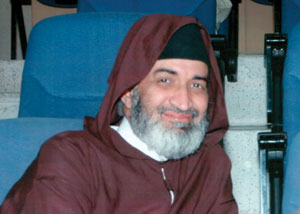
فريد الأنصاري

## أحداث
- 21 رمضان إنشاء مدينة الطب، أكبر مجمع طبي بالعراق.[5]

## مواليد
- أحمد عبادي
- رشاش العتيبي
- فريد الأنصاري
- علام الكندري
- عبد المحسن الزامل
- غسان الزواوي
- محمد صالح المنجد
- حسين محمد سهيل
- علي رديش دغريري
- أبو جعفر اليمني
- فهد المطوع
- محمد جميل حمود العاملي
- محمد موسى اليعقوبي
- محمد العجيمي
- محمد بن زايد آل نهيان
- نبيل الحيدري
- سالم نواف الأحمد الصباح
- صباح اللامي
- سعاد علي

## وفيات
- أحمد بن الصديق الغماري
- أحمد ياسين الخياري
- إبراهيم حمروش
- جعفر الموسوي
- جون فيلبي
- حافظ عفيفي
- فيصل بن عبد العزيز بن سعود بن فيصل آل سعود
- فيصل بن عبد الرحمن بن فيصل آل سعود.
- محمد بن داوود الخطيب
- محمد بن علي التركي
- محمد حسن آغا مير القزويني
- مكرم عبيد
- مهدي بن حبيب الله الشيرازي
- هاشم الأتاسي

### شوال
- 12 شوال - حسين البروجردي عالم دين وفقيه ومرجع شيعي إيراني.